# 鲁迪乌斯·格雷拉特
魯迪烏斯·格雷拉特（日语：ルーデウス・グレイラット）是日本小說家不講理不求人創作的輕小說系列《無職轉生》中的主角。他原是一位34歲的日本家裡蹲，父母去世後，因為沒有參加他們的葬禮以及對侄女的戀童行為而被兄弟姐妹趕出家門。經過自我反省，他認為自己的生命最終毫無意義，但還是冒險阻擋一輛失控駛向一群青少年的卡車，試圖為他的生活做點有意義的事，並成功將其中一名青少年救出，隨後死於意外。重生為一名嬰兒後，他意識到自己已經轉生到劍與魔法的世界，決定以魯迪烏斯·格雷拉特的身份享受第二次人生。由於天賦和早期的魔法訓練，魯迪烏斯在魔法方面變得非常出色，他開始享受生活並克服過去。
在改編動畫中，角色的內心獨白和前世的自己由杉田智和配音，轉生後的魯迪烏斯由內山夕實配音。讀者對魯迪烏斯的評價褒貶不一，有些人對於他在故事初期猥褻年輕女性及戀童行為引起爭議，也有人稱讚他在故事後期成長為更成熟的角色。

## 概念與創作
不講理不求人表示，他創作魯迪烏斯的故事是基於一個假設，即如果他自己身處另一個世界，會如何過生活，最終決定讓主角擁有一個更美好的童年。作者提到，在創作魯迪烏斯的過程中，他已經意識到這個角色會引發一定的爭議，他想讓魯迪烏斯的行為在劇情中更具意義。作者不介意魯迪烏斯在故事初期受到批評，反而希望由觀眾來評價這個角色，也希望觀眾能特別注意角色的某些特質，並產生共鳴。作者提到，對於一位因為在學校失敗而毀掉整個人生的英雄來說，將學校稱為「他可以失敗的地方」似乎有點奇怪。不過，他也希望藉由這個系列描寫一位在學校失敗後，努力尋找人生新機會的學生。小說連載初期，作者在網路版小說的第6集和第7集感受到強烈的反響，這部分正是洛琪帶魯迪烏斯出門，並幫助他克服創傷的情節。這樣的故事帶給讀者溫暖的印象，也讓作者決定朝這個方向來發展角色故事。
自小說連載開始，不講理不求人就對整體故事情節進行了詳細的規劃。魯迪烏斯與其他角色的互動以及故事中的世界觀設定保持不變。關於小說的結局，作者曾考慮寫到魯迪烏斯去世時，也想過寫到他34歲時，這是魯迪烏斯在前世過世時的年紀。作者還提到，由於序章講述了一位被趕出家門的家裡蹲，他不希望故事以暴力作為結尾。作者認為即使繼續寫下去，也只是重複先前的內容。

## 劇情表現
魯迪烏斯是一位對生活感到絕望的人，在經歷了悲傷和孤獨的生活後去世，在保留記憶的情況下轉生到劍與魔法的世界，並決定以魯迪烏斯·格雷拉特的身份生活。由於天賦和早期的魔法訓練，魯迪烏斯在魔法方面變得非常出色。他在童年時期，成為了魔族魔法師洛琪希·米格路迪亞的學生，結識了混血朋友希露菲葉特，並成為貴族繼承人艾莉絲·伯雷亞斯·格雷拉特的魔法老師。《無職轉生》系列被劃分為數個篇章，講述了魯迪烏斯從嬰兒時期開始的成長歷程，克服了自己對家裡蹲的恐懼，並跟從洛琪希學習魔法。
一場重大的魔法災難摧毀了魯迪烏斯的國家，並把數十萬人傳送到距離故鄉非常遙遠的地方，於是魯迪烏斯開始了他的世界之旅，還遇到了一位經常指引他的人神。在「少年篇」的最後一章中，魯迪烏斯與艾莉絲建立了親密關係，但她很快無聲無息地離開了他，使他誤以為自己被拒絕了。在「青春篇」中，沮喪的魯迪烏斯繼續尋找失蹤的母親，並結交了新的盟友。在人神的建議下，魯迪烏斯和艾莉娜麗潔入學拉諾亞魔法大學，以治療他的陽痿。在與幾名學生建立友誼的過程中，魯迪烏斯對他的學長菲茲產生了情感，其實菲茲是希露菲偽裝而成。隨著時間的推移，希露菲試圖誘惑魯迪烏斯，魯迪烏斯發現了她的身份。由於兩人自童年以來一直保有戀愛之情，希露菲和魯迪烏斯重新建立了親密關係，最終兩人結婚了。

## 迴響
在第八屆Anime Trending Awards中，魯迪烏斯獲提名為「最佳男主角」，而聲優杉田智和與內山夕實也在2022年獲得提名。自2021年起，魯迪烏斯在Anime Trending的動畫角色人氣投票中仍然維持著一定的名次。漫畫書資源網將他評選為史上最強的異世界魔法師之一。根據Netorabo研究小組的《無職轉生》角色人氣排行榜，魯迪烏斯排名第5名。
魯迪烏斯在初期的評價普遍不佳，Anime Feminist批評了他對女性的慾望及小說中提到的戀童癖，這使他顯得令人厭惡。他與洛琪希的首次互動也受到批評，因為魯迪烏斯利用年幼的身份偷窺她，並暗示她可能成為他未來的妻子，這讓人感到不太合適。動畫新聞網指出魯迪烏斯在前期篇章中幾乎未建立人際關係，甚至以名字稱呼父母，這使得他很難引起讀者同情。然而，魯迪烏斯在魔法訓練過程中與洛琪希的互動被讀者認為對他有益，多虧了洛琪希，讓魯迪烏斯對新生活有了更積極的態度。漫畫書資源網認為本作對魯迪烏斯情感的描寫使這部作品在異世界故事中顯得格外獨特。HITC認為動畫忠實地還原了小說的劇情，特別是魯迪烏斯的成長故事，這點也吸引了觀眾。Bilibili在香港上市前因被指控性別歧視而面臨品牌抵制，劇情中包含一些性暗示的情節，例如主角偷竊女性使用過的內褲。Real Sound擔心劇情中對魯迪烏斯前世的描寫有點超過，因為這些內容似乎過於集中在輟學的學生及其在學校的問題，並將本作與著名的異世界作品《Re:從零開始的異世界生活》作比較，該文章還提到魯迪烏斯在新生活中專注於克服自身缺陷，使他成為一位更值得讀者同情的主角。
儘管有不少負面評論，但魯迪烏斯的角色成長仍然獲得了好評。IGN稱讚了魯迪烏斯的角色塑造，他在新生活中面對前世的創傷，並在過程中實現了多個目標。總體來說，洛琪希對魯迪烏斯的訓練在劇情中產生了重大影響，在導師的幫助下，魯迪烏斯意外地成熟，並解決了曾經在他前世折磨他的離家恐懼。動畫新聞網的作者形容魯迪烏斯為「刻薄的戀童癖宅男」，這與他在故事中的成長形成了對比。在故事後期，動畫新聞網稱讚了魯迪烏斯與父親保羅短暫打鬥的情節，指出他在得知自己父親過去的罪行後，開始同情他，並決定不再對他進行攻擊，而是彌補前世未能與父親達成的和解。儘管魯迪烏斯在艾莉絲離開後陷入了憂鬱，但動畫新聞網稱讚了他如何獨自克服困境並展開新旅程，這有助於他在面對困境時進一步成長。根據The Fandom Post的評價，魯迪烏斯被認為是動漫史上角色發展最為卓越的角色之一，因為他在處理前世遺憾的同時，不斷努力提升自我。《Re:從零開始的異世界生活》的作者長月達平表示，《無職轉生》的強項之一在於對魯迪烏斯的描寫，他與視覺小說《CLANNAD》的主角在痛苦經歷上有相似之處。
在公布魯迪烏斯的青少年形象後，Yahoo稱讚了其形象設計，認為這一形象非常引人注目，並期待他在第2季中的表現。第2季首播後，But Why Though稱讚了劇本，因為他的新盟友讓沮喪的魯迪烏斯能夠繼續旅程，同時變得更擅長社交。第2季第1話的結局受到稱讚，因為它相較於第1季更突顯了魯迪烏斯的成長。Spiel Times指出，在首集播出時，角色並未使用在第1季中培養出的實力，並認為這是由於其孤獨困境，他們稱讚了這一點，認為它為角色增添了深度。AnimeCorner認為魯迪烏斯擺脫孤獨形象是第2季的一大賣點，儘管他克服了艾莉絲的明確拒絕，但與第1季相比，他在戰鬥中的表現顯得較為普通。此外，LeysureBite網站對魯迪烏斯的憂鬱情況表示不滿，認為他未能像在第1季中與艾莉絲或其他配角的互動那樣進行有意義的交流。

## 外部連結
- 電視動畫《無職轉生》官方網站 CHARACTER（日語）